# Sacred Love
Sacred Love é o sétimo álbum de estúdio do cantor Sting, lançado a 22 de Setembro de 2003.

## Faixas
Todas as faixas por Sting, exceto onde anotado.
1. "Inside" – 4:46
2. "Send Your Love" (com Vicente Amigo) – 4:38
3. "Whenever I Say Your Name" (com Mary J. Blige) – 5:25
4. "Dead Man's Rope" – 5:43
5. "Never Coming Home" – 4:58
6. "Stolen Car (Take Me Dancing)" – 3:56
7. "Forget About the Future" – 5:12
8. "This War" – 5:29
9. "The Book of My Life" (com Anoushka Shankar) – 6:15
10. "Sacred Love" – 5:43

| Críticas profissionais                                                      | Críticas profissionais |
| Avaliações da crítica                                                       | Avaliações da crítica  |
| Fonte                                                                       | Avaliação              |
| --------------------------------------------------------------------------- | ---------------------- |
| allmusic                                                                    | [ 2 ]                  |
| Rolling Stone                                                               | [ 3 ]                  |
| Esta tabela precisa de ser acompanhada por texto em prosa. Consulte o guia. |                        |

## Paradas
| Parada                         | Posições |
| ------------------------------ | -------- |
| Canadá - Canadian Albums Chart | 3        |
| Estados Unidos - Billboard 200 | 3        |
| Suíça - Schweizer Hitparade    | 1        |
| Dinamarca - Hitlisten          | 1        |
| Itália - FIMI                  | 1        |
| Top Internet Albums            | 42       |